# Ana Ng
Ana Ng (pronunciato èna eng) è uno dei brani di maggior successo del duo alternative rock americano They Might Be Giants. È la traccia di apertura del loro secondo album, Lincoln.
Ana Ng venne scelta anche come singolo, pubblicato su vinile.

## La canzone
Perlopiù, Ana Ng fu apprezzata per la sua grande melodicità. Il testo usa spesso espressioni insolite, come Make a hole with a gun perpendicular (Fare un buco con un cannone perpendicolare).
Venne scelta come singolo.